# ボクらの太陽
ボクらの太陽（ぼくらのたいよう）は、コナミから発売されているゲームボーイアドバンス用アクションRPG（メーカー側での呼称は『太陽アクションRPG』）およびシリーズ名。小島秀夫監督・プロデュース作品（監督は1作目のみ、プロデュースは全作品）。海外では略称の『Boktai』（ボクタイ）を正式名称として発売された。

## 概要
カートリッジに太陽光（紫外線）を検知するセンサーが内蔵されており、ゲーム内に様々な影響を与えるシステムが最大の特徴である。日中にゲームができない場合はゲームの進行が滞る場面もあるものの、どこでも持ち運べる携帯ゲーム機の利点を最大限に生かしたシステムとなっている（ゲームボーイプレーヤーでもプレイ可能）。
『ボクらの太陽 Django&Sabata』では太陽センサーが廃止された代わりにダブルスロット機能に対応しており、1作目〜3作目のカートリッジをニンテンドーDS及びニンテンドーDS LiteのGBAカートリッジスロットに挿入することで太陽センサーを用いたプレイも可能となっている。ストーリーや世界観も一新されており、海外版ではタイトルやキャラクターの名前が変更されている。

## 作品リスト
- ボクらの太陽（ボクタイ）（GBA 2003年7月17日発売）
- 続・ボクらの太陽 太陽少年ジャンゴ（ゾクタイ）（GBA 2004年7月22日発売）
- 新・ボクらの太陽 逆襲のサバタ（シンボク）（GBA 2005年7月28日発売）
- ボクらの太陽 Django & Sabata（ボクタイDS）（DS 2006年11月22日発売）

海外では『ゾクタイ』は『Boktai2』、『シンボク』は『Boktai3』とナンバリングを冠して発売されたが、『ボクタイDS』は上述の通りタイトルが代わり、『Lunar Knights』となっている。

## ストーリー

### ボクらの太陽
太陽は闇に覆われ、生と死の輪廻に反生物アンデッドと闇の一族イモータルが介入したことによって訪れた暗黒の時代。人々は太陽を忘れ、太陽の街と呼ばれたサン・ミゲルは死の街と化した。かつて最強と呼ばれたヴァンパイア・ハンター紅のリンゴの息子、太陽少年ジャンゴは父より継ぎし愛銃、太陽銃ガン・デル・ソルを手に、父の仇であるヴァンパイアロード伯爵を追って死の都イストラカンを訪れた。かつて父とともに旅をした太陽の使者おてんこさまとの出会い、伯爵に捕らわれた大地の巫女リタの救出、そして生き別れの兄サバタとの再会を経て、ジャンゴはイストラカンの謎に迫っていく。

### 続・ボクらの太陽
イストラカンでの旅を終えたジャンゴは故郷、サン・ミゲルへと向かっていた。しかし、突如謎のヴァンパイアが出現、戦闘の末太陽銃を奪われてしまう。太陽銃を失い、アンデッドとの戦闘の術を失ったジャンゴ一行の前に現れた魔女を名乗る少女ザジによって新たな魔法機械ソル・デ・バイスを手に入れ、やっとの思いで着いた故郷は未だ浄化されぬ死の街のままであった。暗躍する新たな敵、イモータル四兄妹。太陽街の住民、そして兄サバタの力を借り、ジャンゴの新たな戦いが始まる。

### 新・ボクらの太陽
サン・ミゲルでの戦いが終わった後、ジャンゴは何者かの手によって地下牢獄に埋葬・封印されていた。ヴァンパイアの血によって復活をとげたジャンゴは、おてんこさまと共に地下牢から脱出する。そこで知ったのは、イモータルがサバタを主として崇め、大いなる災厄、破壊の獣ヴァナルガンドを復活させようとしていることであった。本当に兄のサバタが世界を崩壊に導こうとしているのだろうか。ジャンゴは棺桶バイクで走り出す。

### ボクらの太陽 Django&Sabata
星々の間で多種多様な文明が行き交う時代、その辺境の惑星、地球。しかし、伝承の時代から人々から恐れられていたヴァンパイアは、その星々の技術を使い、強化服「棺桶スーツ」、環境改変システム「ギジタイ」を使い異界の空を召喚、太陽の光を克服、人々は明けることのない夜のなかヴァンパイアの奴隷として死ぬか、ヴァンパイアと戦って死ぬか選択を迫られていた。そんな中、たった一人でヴァンパイアを狩り続ける剣士と、今はまだ力を持たないが心に太陽を持つ一人の銃士、二人の戦いが始まろうとしていた。
GBAの3作から世界観、主人公共に一新されているが、攻略本の記載によると新・ボクらの太陽でトリニティがジャンゴとともに破壊の王ラタトスクを倒した「新たなる未来（エンディング後の世界）」ではなく、ジャンゴ達が敗れてラタトスクに支配された先の時代で、伝説の戦士として帰還したトリニティがラタトスクを倒した世界とされている。

## 登場人物

### GBAシリーズ登場キャラクター

#### 主要人物
ジャンゴ
声：水間真紀
本作の: 本作の主人公。太陽少年という称号を持ち、太陽銃「ガン・デル・ソル」の後継者。最強のヴァンパイアハンターだった父・リンゴから太陽を操る術と「紅のマフラー」を受け継いで着用している。父・リンゴの太陽と母・マーニの月の血を併せ持つ。父親の仇を追うため、イストラカンに行き、そこで大地の巫女リタや生き別れの兄サバタと出会う。
『ゾクタイ』の劇中でヴァンパイアに噛まれており、あわやヴァンパイア化してしまいそうになるが、サバタによってパイル・ドライバーを用いて浄化された結果、太陽と暗黒の力を使い分けられるようになる。太陽銃の他に剣・槍・槌を使用する。なお、素手での攻撃もできる。『シンボク』では、冒頭に操られてしまっているサバタたちによって地下牢獄に封印されていたが、ヴァンパイアの血の力によって復活する。だが、その影響で軽い記憶喪失に陥った。『シンボク』では剣だけが残り、「直剣」「長剣」「刀」「曲刀」「大剣」の5つに細分化された。半ヴァンパイア化した状態を「ダークジャンゴ」、おてんこさまと合身した太陽の化身を「ソルジャンゴ」と称する。サバタとは、唯一血を分けた兄弟であり容姿や出生時期はほぼ同じだが、サバタと双子であるかどうかは明らかになっていない。『ボクタイ』のころはいわゆる喋らないタイプの主人公だったが、『ゾクタイ』『シンボク』と回を重ねるにつれ口数が増えていく。
名前の由来は『続・荒野の用心棒』の主人公名。
『ボクタイDS』では、彼のマスク、マフラー、シューズである「戦士」アクセサリー一式が登場している。
おてんこさま
声：大塚明夫
光を司る星霊。かつてはジャンゴの父親・リンゴとともに戦った歴戦の勇士。その豊かな知識と経験を元にジャンゴを導く。その正体は太陽意思ソルが地上に降臨したもの。ヒマワリのような形をしていて、『シンボク』の劇中でトリニティに「おしゃべりヒマワリ」と言われ激怒した。
主人公にアドバイスしたり、ボスを完全に倒すために必要な「パイルドライバー」を召還するなど重要な能力を持っている。敵から狙われやすく、石化したり、取り込まれたりすることも。鼻のような器官はタツノオトシゴをモチーフにした口らしい。
サバタ
声：重松朋
本作のライバル的存在。暗黒少年にして太陽仔及び月光仔の血を受け継いでいる。ジャンゴの双子の兄だが、幼いころに親元から連れ去られ、偽りの母、闇の女王（クイーン）に暗黒仔および、太陽銃「ガン・デル・ソル」と対を成す暗黒銃「ガン・デル・ヘル」の使い手として育てられた。
実の母・マーニから月の巫女（月下美人）の力と「月光のマフラー」を受け継いだ。
イモータルの尖兵として顔も知らぬ実の母マーニを攫ったが、マーニを通して自らの出生を知ると同時にクイーンに怒りを覚えイモータルと決別し、ジャンゴの味方となる。暗黒仔となるべく暗黒物質（ダークマター）をその身に注がれているため、吸血鬼でもイモータルでもないにもかかわらず暗黒の力なしでは生きられない体となっている。口は悪いが根は弟思い。ひまわり娘ザジとは前からの知り合いのようだが、詳しい関係は不明。
『ゾクタイ』では遺跡にて初登場。太陽銃を持つヴァンパイアに敗北し体を休めているところでジャンゴと再会する。ヴァンパイアになったリンゴに噛まれたジャンゴを膨大な太陽光を扱うパイルドライブによって無謀ながらも救おうとしたり、共に螺旋の塔を登りダーインと戦うなど良き協力者であった。
『シンボク』では冒頭より登場。夢の中でイモータル四人衆の一人である人形使い・ラタトスクにジャンゴとの戦いを望む狂気を漬け込まれて操られ、ジャンゴを地下牢獄に埋葬、封印。更にラタトスクにより破壊の獣ヴァナルガンドの狂気の下に置かれ、ヴァナルガンドそのものと成り果てようとしてしまっていた。白き森でジャンゴと再び死闘を繰り広げることになるがサバタの真の目的は、ラタトスクとヴァナルガンドの支配を完全に断ち切るため、自らの肉体をパイルドライバーによって完全に焼却するというもの。しかし、パイルドライブで半死半生となった彼の肉体をラタトスクが捕らえ、再びヴァナルガンドの下へその身を置かれることになる。サバタの死により自身の復活が妨げられることを恐れたヴァナルガンドは、彼に「原種の欠片」を投与して彼自身を破壊の獣にすることで取り込み、完全な復活を果たす。彼の生死を左右するエンディングは複数存在する。また、プロローグや終盤で語られる彼の回想や言葉の一部は、『ボクタイ』『ゾクタイ』の彼の台詞場面を『シンボク』の表記やドットでリメイクしたものである。
リタ
声：小暮英麻
生命の社たる「太陽樹」を守り育てる、大地（ガイア）の巫女。サン・ミゲル襲撃の際に太陽樹と共に伯爵にさらわれた。ジャンゴに助けられてからは、死の都イストラカンの太陽樹、サン・ミゲルに新たに芽生えた太陽樹を世話し、道具屋（果物屋）を営んでいる。
普段は清楚でおしとやかに振る舞い、言葉遣いも丁寧なしっかり者だが、いざ戦いになるとレディ直伝の徒手空拳でアンデッドをも倒す。その際、言葉遣いが悪くなるほど凶暴になる。その実力はジャンゴ達を唖然とさせ、師であるレディが「ちょっと鍛えすぎた」と言わせるほど。ジャンゴと同じく太陽街サン・ミゲル出身だが、ジャンゴ達との面識はなかった様子。
伯爵から助け出されて以来、ジャンゴに想いを寄せるようになり、彼の近くにいたい一心でサン・ミゲルに帰郷し、彼が倒れた時には看病して、さらには血を吸われてもいいとまで言い出すほどの健気さを持つ。
『ボクタイDS』では、彼女の着用している服である「大地の衣」がアイテムとして登場している。
カーミラ
声：小暮英麻
石化能力を持つ魔女で、通称「死せる風運ぶ嘆きの魔女」。その名の通り「死せる風」という石化光線の一種を操る。かつては人間だったのだが、魔女の力を持つという理由で迫害を受け殺害され、死後は伯爵によって復活し、レディ・ヴァンパイアとなった。
古風で物静かな性格だが、秘めたる芯は強い。サバタに想いを寄せており、彼のためなら手段を選ばない一途さも持つ。本来は心優しいのだが、サバタを危険な目にあわせたくない一心で、彼の弟であるジャンゴとおてんこさまに対して非情に振舞った悲しい少女。
『ボクタイ』では敵として登場し、風の元素を守っていた。イモータル時はギリシャ神話の怪物ゴルゴンを思わせる巨大な蛇人間の姿になる。浄化されてからもその魂はサバタの肉体に宿り、彼を月下美人に昇華させるきっかけになった。太陽の光を受け付けない呪い「カーモス」を受けている。
『シンボク』では幻影の姿で彷徨っていたが、その後ヴァナルガンドに支配されつつあるサバタを解放し、その代償としてヴァナルガンドと共に眠ることになる（全エンディング共通）。サバタの知り合いであるザジは彼女の話だけは知っていた。
漫画版には登場しないが、作者によるイラストが公式攻略本などに掲載されている。
『ボクタイDS』では、嘆きの魔女である彼女を模した盾である「スネークアイズ」が登場している。無数の蛇の眼が埋め込まれており、どの方向からの攻撃でもガードすることができる。
ザジ
声：氷上恭子
年齢は15歳。かつてリンゴと共に戦ったと言われる伝説の魔女「ひまわり娘」の弟子。今は彼女がその二つ名で呼ばれることが多い。流暢な関西弁を操り、少々がめついところもあるが、明るく常に前向きな少女。未来を占う「星読み」の力とサン・ミゲル全体を覆う結界維持、テレポート能力と凄まじい魔力を持つが、それゆえに先代のひまわり娘に拾われるまで辛い幼少時を過ごしていた。『シンボク』では宿屋で行く先のヒント、やりこみ情報を教えてくれる。
サバタとの関係は『シンボク』で少し暗示されていたが、最後まで不明のままである。しかし、サバタとカーミラのことを気にするそぶりがあるため、少なくともサバタに対して好意はある模様。それに同じ魔女でありながら哀しい運命をたどったカーミラのことも他人事ではないと思われる発言をしている。
トリニティ
声：小池亜希子
『シンボク』に登場。アンデッドに支配された未来世紀から来たという、自称「未来少年」。トレジャーハンターを自称するが、実際はただのトラブルメーカーである。母親の形見の青いポンチョを羽織り、母親の鉄拳から身を守るためだった鉄鍋を被っている。伝説の戦士を探し出すことが使命といい、ジャンゴたちの行く先々で出会ってはトラブルを起こしたり、あるいは名活躍（ほぼ怪我の功名）する。
未来世紀に居た頃は母親と二人だけで、消息不明の伝説の戦士を探していたのだが、酷烈な旅の中で母親を失い、そのせいで伝説の戦士に対してもやや懐疑的な感情を抱いていた。母親は随分と伝説の戦士に近しい人物だったような節があるため、伝説の戦士の実子という可能性もある。
漫画版では第二部に登場し、母親の仇である「ヴァランシア団」のフレスベルグと戦い、勝利する。

#### その他
リンゴ
声：大塚明夫
「キング・オブ・イモータル」を倒し、最強と呼ばれたヴァイパイア・ハンターにしてジャンゴとサバタの実父。通称「紅のリンゴ」。
サン・ミゲルがアンデッドの襲撃を受けた際、伯爵と交戦し死亡したとされていたが、『ゾクタイ』にて謎のヴァンパイアとして登場した。ジャンゴの身に着けているマフラーと太陽銃はリンゴが託したものである。実は連れ去られたサバタをずっと探し続けていたのだが、生きている間にサバタと再会する事は出来なかったものの、皮肉な事にヴァンパイアとしてサバタと初めて再会することになる。『ボクタイ』では名前のみの登場で、生前の姿が晒されたことはない（彼の倒したとされる「キング・オブ・イモータル」は名前のみ登場）。
偉大な人物として語り継がれているが、『ボクタイ』でのおてんこさまによれば、暗黒ローンの借金に困っていたなど面白みのある一面も持っていた。
『シンボク』では、彼の服を模した「古ぼけたコート」「あせくさいグローブ」「すり切れたブーツ」「色あせたボウシ」のアクセサリー一式が登場している。すべて同時に着用している間は、ソルジャンゴの変身時間が延びる。
マーニ
月光仔および月下美人。ジャンゴとサバタの実母でヘルの妹。元はイモータル側に身を寄せていたがリンゴと恋に落ち離反。サン・ミゲルが襲撃された際に伯爵はリンゴにより深手を負ったため、その後ヘルの命により伯爵の代わりにサバタがマーニを誘拐した。最後はヘルと同化し、共にパイルドライバーで浄化されてその命を散らした。ヘルと同化した際にもヘルがベースであったため、性格・容姿は不明。
『ボクタイDS』では頭部アクセサリー「月下美人」の説明テキストに登場。月の巫女マーニの加護を受けているとされている。
ひまわり娘
かつてジャンゴの父リンゴと共に戦った伝説の魔女。ザジの師匠でもあり、迫害に苦しんでいた幼い頃の彼女を拾った。ザジによればリンゴに思いを寄せていたらしい。すでに故人の為名前のみの登場だが、『ゾクタイ』にてある依頼をクリアすると彼女のメッセージが表示される。
スミス
声：上田陽司
天才銃職人。「紅のリンゴ」に銃を教えた男だったが、伯爵によるサン・ミゲル襲撃の一件で片目を失い、現役を退いた。現在は鍛冶屋、「ブラックスミス」を営む。
スミレ
声：小暮英麻
スミスの孫娘。少々人見知りをするお年頃である。記憶を失っている様子。ゾクタイでは倉庫をシンボクではホームの番をしている。外国版での名前はバイオレット。
クロ
スミレの友達であり、冒険家の黒猫。『ゾクタイ』ではその冒険心が災いすることになる。実は猫ではなく、あるモンスターの子供である。
外国版での名前はネロであるが、『ボクタイDS』の黒猫ネロとは無関係。
レディ
声：児玉孝子
図書館の司書。ミステリアスな雰囲気を漂わせている女性。本人のセリフからジャンゴとは面識がある様子。
その正体は組織（ギルド）中央から派遣されたエージェントにして「ギルドマスター」で、封印術の他、護身術に長けている。また、リタの徒手空拳の才能を開花させた人物でもあり、リタには師匠と呼ばれているが、彼女の徒手空拳を使う時の豹変振りを見て少々後悔している模様。
キッド
声：中村俊洋
アフロがトレードマークの青年。しかしカツラ疑惑もある。店主がいないのをいいことに、勝手に道具屋を開店した。
『シンボク』ではアクセサリーショップになった。ジャンゴのことをソーラーボーイと呼ぶ。
シャイアン
声：上田陽司
武器屋の青年。常に上半身裸である。古来よりサン・ミゲルを守っていた「太陽の4士族」最後の生き残りであり、風の戦士「ウエポンマスター」で、あらゆる武器に精通している。
暗黒街にて半ヴァンパイア化したジャンゴと遭遇、敵だと勘違いされ戦うハメになる。勝利すると人間である彼も「『モンスター』図鑑」に載せられてしまう。
エンニオ
声：上田陽司
時計塔の管理人で、一日に一度だけ時計の調節をさせてくれる。
陽子ちゃん
声：水間真紀
太陽バンクの受付嬢。暗子ちゃんの姉。
暗子ちゃん
声：水間真紀
暗黒ローンの受付嬢。陽子ちゃんの妹で、ジャンゴに気がある模様。
『ボクタイDS』の時代では、かつて利用者がある目的のために何度も借金の踏み倒しをしていたために暗黒ローンが倒産してしまったという話をローラから聞くことができる。また、当時使用されていた「暗黒カード」がアイテムとして登場する。
ルイス
逃げ遅れていたサン・ミゲルの一般人の生存者の1人。
マルチェロ
逃げ遅れていたサン・ミゲルの一般人の生存者の1人。

#### 敵キャラクター

##### ボクらの太陽
伯爵
声：大塚明夫
「血（地）の伯爵」の異名を持つ、ジャンゴの好敵手（ライバル）。別名「ヴァンパイアロード」。『ボクタイ』、『シンボク』での「イモータル四人衆」の一人。もとは影の一族であるダーインによって死の一族のヘルの下へ送り込まれた刺客であったが、ダーインを裏切り、ヘルに忠誠を誓う。『ボクタイ』では地（血）の元素を守っていた。攻撃は吸血、バット変身など、ヴァンパイアらしい攻撃を行う他、空中に剣を浮かべ飛ばしてきたり、地面からトゲを突き出させる「ブラッドランス」や、生物の体力を奪い続ける呪われた雨「ブラッドレイン」などを使う。
ヘル＝闇の女王（クイーン）への忠誠が関係しているのか、それとも宿敵だったリンゴの息子であるためか、ジャンゴを執拗に敵視する。『ゾクタイ』では、基本的に本人は登場しないのだが、『ロックマンエグゼ5』とのクロスオーバー（通称ロックマンイベント）として登場したシェードマンを依り代として復活しようとしていたことがシェードマンとの戦闘後に語られる。
また過去にサン・ミゲルを襲撃し、その際に「紅のリンゴ」を倒し吸血変異を起こさせ、マーニをイモータル側へ誘拐、リタを太陽樹と共にさらい、スミスの片目を奪い、スミレの母親を奪った。
『ロックマンエグゼ6』では、時空の歪みを辿ってイモータルエリアに登場。現れたロックマンとバトルをするが闇のオーラに包まれた伯爵には攻撃が一切通じず苦戦。そこへバイクへ乗ったジャンゴが現れ一時撤退となる。伯爵を倒すためにはおてんこさまの力が不可欠なのだが、そのおてんこさまは伯爵によりウラインターネットゼロへ幽閉されてしまっていたため、ロックマンはこれを救出。3人は再びイモータルエリアの伯爵と対峙、ジャンゴはパイルトラップで伯爵の闇のオーラをかき消し、ロックマンはネットバトルで伯爵を追い詰め、最後はジャンゴのガン・デル・ソルとの同時攻撃で伯爵を世紀末世界へ帰した。同作及び今作の「クロスオーバーバトル2」では、ロックマンエグゼ側とシンボク側のボスとして登場している。
漫画版では一度ジャンゴと戦うも破れ、さらに力を奪われ小さくなってしまい、ジャンゴ達の案内人となる。行動を共にしている内に情がうつったのかジャンゴやおてんこを命がけで助けた事もあった。その後ドヴァリンと相討ちになったものの、ヴァランシア団メンバーの敵として復活した。最終的に、ジャンゴと戦い爆死。
ガルム
「イモータル四人衆」の一人。狼のような姿をしている、フロストの属性を持つイモータル。元は古の氷の精霊の魂が吸血変異によって蘇った姿。水の元素を守っていた。
漫画版では雪球のような姿をしており、センチュリーという少女の愛犬・チェリーを自身の身体に同化させていた。最終的にジャンゴによって浄化され、センチュリーたちの町に太陽の光が浴びるようになる。
『シンボク』にはスタチューオブガルムというこのイモータルを模した敵が登場しており、『ボクタイDS』には雪天候時に性能がアップする魔犬「ガルムン」アクセサリー一式が登場している他、星霊獣「リザ」のモチーフにもなっている。
ムスペル
声：上田陽司
「イモータル四人衆」の一人。フレイムの属性を持つイモータル。元は古の炎の精霊の魂が吸血変異によって蘇った姿。炎の元素を守っていた。
漫画版では岩のような姿をしているように見えるが、実際はその物体を小柄な生き物が操っていた（口癖は「〜じゃん」）。ジャンゴに許されるが、イモータル化したアルニカによって無残に切り裂かれる。
『シンボク』にはムスペルヘッドというこのイモータルを模した敵が登場しており、『ボクタイDS』には晴天候時に性能がアップする巨人「ムスペル」アクセサリー一式が登場している。
カーミラ
「イモータル四人衆」の一人。風の元素を守っている。詳しくはカーミラの記事を参照。
白銀の騎士
声：上田陽司
『ボクタイ』における裏ボス的存在。蒼空の塔にいる名前の通り白銀の鎧を纏った騎士。元は月の女王の守護騎士だったらしい。
ヘル
声：児玉孝子
『ボクタイ』における最終ボス。別名「クイーン・オブ・イモータル」。銀河意思（ダーク）に従い全ての生命に吸血変異を起こそうとしている「闇の女王(クイーン)」であり、「死の一族」に属するイモータル。実はジャンゴとサバタの母親であるマーニの姉であり、血縁的にジャンゴとサバタの伯母にあたる。かつて月光仔だったが、慈愛の心を持っていなかったために月下美人になる事は出来なかった。
リンゴと恋に落ち、イモータルを裏切ったマーニを恨み、彼女からサバタを奪い、彼を自らの子として育て、暗黒物質を注ぎ込んで暗黒仔に仕立て上げる。全ての生命を見下し、妹の子（甥）であるサバタに対しても道具としか見ない非情な性格で、サバタ自身も命令には従っているものの、彼女には全く忠誠心は持っていない。
最後はマーニと同化し、醜いイモータルの姿になってジャンゴとの決戦に挑む。
『ボクタイDS』では彼女の髪を模し、闇の女王である彼女の名を持つ暗黒武具「暗黒鎌ヘル」が登場している。通常攻撃は「ゾクタイ」での槌の振り下ろし攻撃で、チャージ攻撃はGBA版サバタの暗黒独楽のように移動可能な回転連続攻撃を行う。

##### 続・ボクらの太陽
ドゥネイル
声：氷上恭子
「イモータル四兄妹」の次女。空を司る「影の一族」のイモータルで、「白きドゥネイル」の異名を持つ。属性はクラウド。弱点はアース。巨大な蛾の姿をしており、普段はサングラスをかけた女性の姿をしている。戦闘時は空を飛んでいるため攻撃が届かないが、ステージの照明をつけると光を消そうと低空に降りてくる習性がある。目覚めて早々ジャンゴに襲い掛かるが、まだ本来の力を取り戻していないため、本来よりも弱くなっている。
漫画版にも登場するが、こちらは普段小さな老婆の姿をしている。ジャンゴの優しさに触れ改心し、アルニカ同様に作品最後まで味方として生存している数少ないイモータル。クリアカン星編では、暗黒城にてデュマの手により他のイモータルと共に登場しているが、ドゥネイルは地球で生存しているため、デュマに複製されたものとした方が正しい。
ドゥラスロール
声：小暮英麻
「イモータル四兄妹」の三女。陸を司る「影の一族」のイモータルで、「赤きドゥラスロール」の異名を持つ。正体は太陽の街サン・ミゲルのあちこちに根を出していた暗黒樹の本体。身体は薔薇となっており、普段はコートを身をまとっている赤毛の少女の姿をしている。
イモータルには珍しく、ソル属性をもつ。浄化後は最終的に太陽樹と同化してジャンゴに大地の祝福をあたえる。実はカーミラと同様元人間で、太陽の光を知らずに生涯を終えたところをダーインに救われた。
漫画版にも登場するが、完全なイモータルであり、ゲーム版とは容姿や設定が大幅に異なる。ジャンゴを追い詰めるも、ヴァンパイア（リンゴ）によって倒される。
ドヴァリン
声：児玉孝子
「イモータル四兄妹」の長女。海を司る「影の一族」のイモータルで、「青きドヴァリン」の異名を持つ。属性はフロスト、弱点はフレイム。普段は長髪の女性の姿をしている。長く眠っていたが、オクトパスを利用して力を集めていた。地下水路で戦闘となり、小さな浮島がステージであるため攻撃が非常に避け難く、また落ちると即死してしまう。製作段階で一時期削除されかけたらしい。
漫画版にも登場するが、完全なイモータルであり、エイのような姿をしている。設定も大幅に異なり、元の姿に戻った伯爵と相打ちになる。
ダーイン
声：中村俊洋
「イモータル四兄妹」の長兄。「黒きダーイン」の異名を持つ「影の一族」のイモータル。各地に封印された妹達の封印を解いた張本人でもある。妹達以上の力を持つ影のイモータルで、真の暗黒仔を名乗る。銀河意思に従いジャンゴと接触すると同時に、絶対存在（エターナル）であるヨルムンガンドの復活を目論む。
当初は白髪の少年の姿だったが、容姿を自在に変える能力と他者への憑依能力を持ち、終盤ではヴァンパイア（紅のリンゴ）に憑依してジャンゴ・サバタとの決戦に挑むが、リンゴもろともパイルドライバーによって浄化される。
漫画版では第一部における最終ボス的存在。容姿は長髪の姿と異なり、性格もゲーム版よりかなり狂気的である。かつてリンゴと戦いを繰り広げ、太陽銃の一撃で背中に傷を負わされていた。黒い爪を自在に伸ばすことができ、剣のように相手を貫いたり、弾き飛ばすことも可能。また、強大な闇パワーでおてんこの光さえも触れただけで消滅させることができる。サバタとの連携で背中の傷を太陽の刀で貫かれ致命傷を負うが、復活したヨルムンガンドと合体して「ダークダーイン」になった。直後にジャンゴがおてんこと合体しソルジャンゴとなり、これに敗北。クリアカン星編では暗黒城でデュマの手により他のイモータルと共に復活した。
ヴァンパイア（紅のリンゴ）
声：大塚明夫
サン・ミゲルに帰還したジャンゴに襲い掛かった謎の吸血鬼。その正体は伯爵による吸血変異によってヴァンパイアになったリンゴであり、その容姿は20歳ほど若返っている。蝕まれつつある自我はたまに出る程度で、通常は暴走状態にある。物語の序盤で、本来ヴァイパイアが使えるはずのない太陽銃をジャンゴから奪い、さらには攻撃もしてくるが、これはベースとなったリンゴが元々太陽銃の持ち主であったため。
一度、ジャンゴとサバタの共同戦線により撃退。その後ダーインに憑依され精神を乗っ取られるも、ジャンゴたちの手によって一時的に自我を回復、ダーインを道連れにパイルドライバーによって浄化され、最後を迎える。伯爵によりヴァンパイア化した影響か、肌・目が伯爵と同じだが、服装は生前のリンゴのもの。なお攻撃方法は伯爵と似ている。
ヨルムンガンド
『ゾクタイ』における最終ボス。生も死も持たず唯々そこに存在するもので、生きておらず殺すこともできない絶対存在（エターナル）。「終末の獣」あるいは「原種の欠片」と呼ばれる。不死身であるアンデッドやイモータルと異なり、エターナルは「生きている」わけではなく、ただそこに「ある」存在であり、その理由からかつて太陽の一族と暗黒仔によって太陽都市に封印された。複数の目がついた口のような頭部に蛇のような巨大な身体を持ち、強大な力を持ちながら理性などは持ち合わせておらず、貪欲な本能の赴くまま全てを呑み込もうとし、何者にも制御することが出来ない。ダーインの計画により復活し、変異域最下層にて戦うこととなる。体力は控えめだが弱点属性が存在せず（舌のみソルが弱点）、太陽ゲージが無い状態ではダメージを与えることが出来ず、この際は黒いボディとなっている。戦闘後、封印をする前に再度復活し、ジャンゴを丸呑みしてしまう。しかし仲間たちの想いがサジの魔法により太陽ケージとして送られ、一定時間チャージをすることにより再び倒され封印される。なお、太陽ケージが無い、時間以内にチャージが出来ない場合、ヨルムンガンドに飲み込まれゲームオーバーとなる。
漫画版ではダーインによって復活し、彼と合体し「ダークダーイン」となった。クリアカン星編では暗黒城でデュマの手により他のイモータルと共に復活した。
『ボクタイDS』では大地の獣とされ、この名を持つ暗黒武具「暗黒槍ヨルムンガンド」が登場している。通常攻撃は『ボクタイDS』での槍と同じ突き攻撃で、チャージ攻撃は槍を前方に構えダッシュしていくというもの。強化すると最大3回まで再加速が可能となる。

##### 新・ボクらの太陽
伯爵
「イモータル四人衆」の一人。詳しくは伯爵の記事を参照。
フレスベルグ
声：石田彰
「イモータル四人衆」の一人で、「死の翼フレスベルグ」の異名を持つ「魔の一族」のイモータル。「クラウド属性」で、弱点は「アース属性」。可愛いらしい外見とは裏腹に、正体は醜い怪鳥。喰らうことしか頭になく、喰えないものである機械ばかりを作るニーズホッグとは犬猿の仲。
漫画版では第二部に登場。「ヴァランシア団」の一員で、彼の第一印象に騙されたトリニティと戦う。本体を明かしてトリニティを圧倒するが、彼の母親を殺したのがフレスベルグだと知ったトリニティによって焼き倒される。
『ボクタイDS』には曇天候時に性能がアップするという、このイモータルを模した怪鳥「フレベル」アクセサリー一式が登場している。
ニーズホッグ
声：重松朋
「イモータル四人衆」の一人で、「機械王ニーズホッグ」の異名を持つ「魔の一族」のイモータル。巨大鉄竜にのっているが、本体は小さな少年。鉄竜の弱点が「クラウド属性」で、本体の弱点は「フレイム属性」となっている。機械以外の存在を見下しているマッドサイエンティストであり、喰らうことしか頭にないフレスベルグとは犬猿の仲。ラタトスクからは「ホッグさん」と呼ばれている。
漫画版では第二部に登場。ヴァンパイアハンターの賞金首となっており、彼を狙って来たヴァンパイアハンターたちを様々な仕掛けを使って遊んでいた。最終的にジャンゴによって浄化され、彼の懸賞金はジャンゴに渡ることとなるが、ダルシスに譲られた。
『ボクタイDS』には雨天候時に性能がアップするという、このイモータルを模した毒竜「ニズホグ」アクセサリー一式が登場している。
ラタトスク
声：石田彰
「イモータル四人衆」の一人。「人形使い」の異名を持つ「魔の一族」で、第三の暗黒仔。見た目からの想像が困難だが「フレイム属性」で、弱点が「フロスト属性」。月下美人であるサバタを操り、絶対存在（エターナル）である破壊の獣・ヴァナルガンドを復活させ「破壊の王」となり、その力によってこの星の全ての生物を支配下に置くことで星の救済をしようと企む。
イモータルであるにもかかわらず、銀河意思には従わず、己が私利私欲のために行動し、「イモータル四人衆」のうちフレスベルグとニーズホッグを駒扱い、更に伯爵をただの余所者としている。
漫画版では第二部に登場するが、ゲーム版とは容姿が異なる。「ヴァランシア団」の司令塔的存在。アルニカやダルシスと戦い勝利するが、彼らの仲間の振りをしていたサバタによって斬られ、倒される。
『ボクタイDS』の世界は、彼がサバタを操りヴァナルガンドを従えて「破壊の王」として君臨した、いわば『シンボク』のトリニティが元いた世界と同じ未来となっている。「破壊の王」として世界を蹂躙し続ける中で「時駆ける戦士トリニティ」と激しい戦闘を繰り広げ、両者ともに大きな深手を負う。これをチャンスと見たヴァンパイアロード・デュマにトリニティ共々抹殺されたことで、彼は未来世紀においても死することとなった。なお、彼が死してもヴァナルガンドは自らの意思で破壊を続けることになるのだが、そのことや絶対存在であるヴァナルガンドを、デュマや未来世紀の人間たちがどう対処したのかについては明言されていない。
サバタ
イモータル四人衆の人形使い・ラタトスクによって操られ、ジャンゴと敵対関係に。詳しくはサバタの記事を参照。
黒騎士
『シンボク』における裏ボス的存在。2周目以降、条件を満たすと古の大樹に出現する特殊なワープ魔法陣の先でジャンゴを待ち構える。大昔に神々の刺客に立ち向かっていたとされている。
漫画版では第二部における最終ボス的存在で、「ヴァランシア団」の一員。ダルシス、アルニカの相手をラタトスクと共にし、剣の一振りで二人をまとめてKOさせている。その鎧の中の正体はヴァナルガンドで、ジャンゴが面白半分で鎧を叩いて鎧が崩れ落ちたことで本当の姿を現した。
ヴァナルガンド
『シンボク』での最終ボス。前作『ゾクタイ』の最終ボスであった終末の獣・ヨルムンガンドと同じく絶対存在（エターナル）である破壊の獣。かつて月の一族により月の楽園奥深くに封印されていた。夢の中ながらも月の血を宿すサバタが接触したことで目を覚まし始める。ラタトスクの策によりジャンゴにパイルドライブで浄化され半死半生となったサバタに「原種の欠片」を投与することで彼自身を破壊の獣にさせる形で彼の体に取り入り、ジャンゴとの最終決戦に向う。
漫画版では第二部におけるラスボス的存在で、「ヴァランシア団」の一員である黒騎士の正体であった。闘技場に集まっていた観客の魂を食らった根源で、ジャンゴの仲間たちの魂も食らうが、怒りに満ちたジャンゴの太陽弾で浄化され、魂も解放された。クリアカン星編では暗黒城でデュマの手により他のイモータルと共に復活した。
『ボクタイDS』では、破壊の獣であるこの存在の名を持つ暗黒武具「暗黒剣ヴァナルガンド」が登場している。目の前を3回まで連続斬りすることが可能で、強化すると最大5回連続斬りが可能となる。

### DS登場キャラクター

#### 重要人物
サバタ
声：佐藤雄大
『ボクタイDS』における主人公の一人。たった一人でヴァンパイアを狩り続ける「黒衣の剣士」。人でありながら、人には扱えないはずの暗黒の武具（ダークマター）を扱える。GBA版の作品とは異なり、ジャンゴではなく彼の方がメインの主人公として扱われている。
今までの作品とは違い、GBA版とは別人で容姿も異なる。ジャンゴと双子の兄弟という設定はなくなっている。外国版での名前はルシアン。
本名は「サルタナ」で、7年前のかつてはアーネストやカイと共にジャンゴと同じギルドに所属し、太陽銃ボマーの使い手で、「擲弾兵（ボマー）」の名を持ち、次期リーダーと期待されるほどの実力を持っていた。しかし、最も愛する女性エレンをデュマに「ヴァンパイアの花嫁」にされ、助かる術はないと知りながら単身敵地に乗り込み、デュマに半殺しにされた。その時闇の星霊獣ネロの力を借り、半ヴァンパイアとして再生。副作用により一時記憶喪失に陥ったが、今も全ての記憶を思い出している訳ではない。伝承の闇の戦士である「サバタ」の名を与えたのはひまわり娘のアリス。
記憶はある程度思い出してはいるが、エレンとデュマのことにのみ執着しているため他のことに全く関心がなく、「どうでもいい」状態。そのためかつて共に戦っていたアーネスト達ギルド員に対してもそっけない態度をしていたのだが、ジャンゴ達と行動を共にしている内に徐々に閉ざされた心が開いていく。
左目の眼帯は傷を負っているのではなく、完全にヴァンパイア化し、不気味に紅く輝く瞳を隠しているとのこと。ネロの力を得ることで「ダークサバタ」に変身し、変身後は時間帯が夜になる。ダークサバタ時は、周囲を切り裂く範囲攻撃のダーククロー、敵1体を連続で噛みつきライフを回復するダークファングが使用可能。攻撃技はGBA版『シンボク』のダークジャンゴの攻撃に酷似している。
DSメールによれば16歳らしく、この時から年もほとんど取っていないようである。食べ物の好き嫌いはない。
また、彼の声優は「彼の年齢を少し上げ、男らしくしたい（HIDECHAN! ラジオより）」ということにより変更された。
ネロ
声：石田彰
闇を司る星霊。サバタと行動を共にする翼をもつ黒猫。そのサポートは的確で、口も悪いが頼もしい兄貴肌。頭の傷は、サバタによってペローから引き剥がされた時に出来たもの。
漫画では第三部に登場。惑星クリアカンから来たヴァンパイアという設定で、始めは敵として登場したがジャンゴとサバタに破られ、ゲーム版と同じ黒猫の姿に戻り、以後クリアカンの案内人となる。ゲームとは違い、コミカルなキャラクターとなっている。
ジャンゴ
声：水間真紀
『ボクタイDS』における、主人公の一人。アクーナギルドの見習い銃士で、破壊の王と戦った伝説の「時駆ける戦士」・トリニティの息子。GBA版とは別人であり、容姿も異なる。また、GBA版と打って変わって台詞が充実し、よく喋る。外国版での名前はアーロン。
オテンコの力を得ることで「ソルジャンゴ」に変身し、変身後は時間帯が昼になる。ソルジャンゴ時は大気を爆発させる範囲攻撃のソルフレア、敵1体に連続蹴りを行いエナジーを回復するソルプロミネンスを使用できる。攻撃技名は、GBA版『シンボク』のソルジャンゴと逆になっている。
今までの作品とは違い、性格が明るく無鉄砲で考える前に動くという全く違う性格になっている。DSメールによれば年齢は10歳らしく、甘い物が好きでトマトが嫌い。
オテンコ
声：大塚明夫
かつてはトリニティと共に戦っており、彼が行方を眩ました後長き眠りについていたが、ジャンゴの気持ちに反応して復活した。この作品では名前自体がオテンコとなっており、光の星霊獣という設定になっている。
なお、GBAシリーズでは目に表情が無いデザインだったが、本作では目にハイライトがあるデザインに変わっている。
カーミラ
声：小暮英麻
辺境に研究所を構えるシェリダン教授の元で働く、顔色の悪いメイド。常に無表情で、感情に乏しいところがある。
その正体はストーカー男爵により「エレン」という女性をもとに造られた人造人間。エレンは昔ギルド側におり、かつてのギルドの戦士・サルタナ（サバタ）が愛していた女性である。だがデュマにさらわれ、ヴァンパイアの花嫁にされた挙句殺されてしまい、その後彼女の死体は実験材料にされ、「人造人間カーミラ」となった。
本来人造人間はヴァンパイアの奴隷となるはずだったが、カーミラだけは自我を持ったために失敗作とされ処分を待つ身となっていた所を、シェリダン教授に拾われてメイドとして働いている。生前、つまりエレンだった頃の記憶はない。
モチーフはGBA版の暗黒ローンの受付嬢だった「暗子ちゃん」。
アリス
声：氷上恭子
『ボクタイDS』でのひまわり娘。ケータイで助言を与え、魔法衛星「ひまわり」を操りヴァンパイアの浄化をも手助けする。その為か、サバタからはひまわりと呼ばれている。攻略本によると年齢は16歳前後。
大きな「うさぎ耳」（本人曰く「付け耳」）が特徴的で、イモータルに滅ぼされた幻の「兎人」ではないかと噂されている。また、独特の関西弁を扱うことや、髪の色、目の色、服装の模様が共通しているなど、前作に登場したザジとの関連を示唆する要素がある。
サバタの過去と現在を知る数少ない人物で、記憶喪失だったサルタナにサバタと名を付けたのも彼女。シェリダン教授とは旧知の仲であり、お互いの利害の一致のため協力関係となっている。

#### その他
リスベス
声：小暮英麻
亡き両親が遺した雑貨店「ツインバタフライ」を営んでいる、健気な少女。攻略本によると年齢は8歳前後。イモータルに襲われていた所を、ジャンゴに助けられる。ジャンゴのことは「ジャンゴ様」と呼んでおり、オテンコの影響で座右の目は「いつも心に太陽を」。
トリニティ
「破壊の王」ラタトスクと戦った伝説の「時駆ける戦士」。サルタナの太陽銃の師匠で、ジャンゴの父親。当時はオテンコと共にラタトスクらと戦っていたが、エレンを単身助けに行ったサルタナを追う。ラタトスクと壮絶な戦いの中、両者深手を負っていたところをラタトスク共々デュマに殺され消息を絶つ。
また、名前と「時駆ける戦士」という呼称からして『シンボク』に登場したトリニティとも考えられるが真偽は不明。攻略本には、「トリニティがラタトスクを倒した世界だ（パラレルワールド）」という記述がある。
ビーティー
声：浅川悠
アクーナギルドの女銃士。「魔女（ウィッチ）」の名を持ち、太陽銃ウィッチの使い手。本名は「ベアトリクス」であり、ビーティーは略名。攻略本によれば年齢は18歳前後。
姉御肌で男まさりな性格で、一人称はオレである。部下からは「姉さん」「お姉さま」と呼ばれ、慕われている。スニーキング（潜入任務）を得意とする。アクーナ出身ではあるが、ギルドには先代リーダーが死亡してから入団したため、サルタナやトリニティのことはあまり知らない。
アーネスト
声：上田陽司
クリアカン・ギルドの現リーダー。「竜騎士（ドラグナー）」の名を持ち、太陽銃ドラグナーの使い手。ジャンゴの太陽銃の師匠で、育ての親でもある。融通が聞かないところはあるが、統率力はあり、皆からは慕われている。7年前の出来事を今でも後悔している。攻略本によれば年齢は26歳前後。
カイ
声：黒田崇矢
アーネストと共に戦う犬人のギルドの戦士。「忍者（ニンジャ）」の名を持ち、太陽銃ニンジャの使い手。攻略本によれば年齢は24歳前後。ニンジャは元々ベルセルクという名前だった。
シェリダン教授
声：中村俊洋
辺境に屋敷を構えて研究している科学者。元々は魔法研究所でストーカー男爵と共に魔法科学について研究していたが、彼のマッドサイエンティストについていけずに魔法研究所からカーミラを連れて脱走、以後はシェリダンの館を構え自分なりの魔法科学を研究している。
アリスは変わり者と評しているが、思慮深い一面もある。
星霊獣を解放すると、彼にギジタイをハッキングしてもらうことでその星霊獣に対応した気候に変更できるようになる。また、特定の材料を持っていくと武器の強化もしてくれる。この世界には存在しないテクノロジーで作られた携帯端末「トランサー」を分析し、「流星のロックマン」の世界とのネットワーク通信を可能にもしてくれる。
ローラ
声：水間真紀
太陽バンクの受付嬢。顔色は悪いが、明るく丁寧な性格の為人気がある。各地には全く同じ顔の彼女が受付嬢を担当している。
その正体はカーミラと同様に人造人間である。無愛想なカーミラとは違い、表情は豊かだが、感情が豊かというわけではない。
モチーフはGBA版に登場した太陽バンクの受付嬢「陽子ちゃん」。
アーシュラ
声：小池亜希子
炎の意志と力が具現化した星霊獣で、フレイム属性と砂漠気候をつかさどる。ケンカっ早い江戸っ子気質で、モチーフは「火の玉」。
オトフリート
声：上田陽司
風の意志と力が具現化した星霊獣で、クラウド属性と亜寒帯湿潤気候を司る。義理堅いサムライ気質で、モチーフは「梟」。
リザ
声：浅川悠
氷の意志と力が具現化した星霊獣で、フロスト属性と氷雪気候を司る。エレガントなお嬢様気質で、モチーフはGBA版第1作『ボクタイ』に登場した古の精霊のイモータル「ガルム」。
トーベ
声：氷上恭子
地の意志と力が具現化した星霊獣で、アース属性と熱帯雨林気候を司る。天真爛漫な少年ニンジャで、モチーフは「土竜」。

#### 敵キャラクター
ライマー
声：大塚明夫
辺境の町アクーナで魔都クリアカンに奴隷として送るために人間を狩っている、通称「辺境伯」。しかし、それ以外にも自らの楽しみのために人間を狩っている。炎の星霊獣・アーシュラを封じている。
棺桶スーツはフレイム属性でケンタウロスのようなもの。今回のボスキャラたちは十二正星座がモチーフにされているため創作者曰く、彼のモチーフは射手座。炎をまき散らしながらフィールドを駆け巡り弓矢を発射し、暗黒銃も使いこなす。
漫画版では第三部に彼の棺桶スーツ姿のシルエットが登場したが、以後登場していない。
エドガー
声：中村俊洋
ポー子爵の兄。シスコンだと思われる言動が多い。妹のヴァージニアからの愛称は「エディ」で、彼女と共にアーネストとカイをさらう。風の星霊獣・オトフリートを封じている。
棺桶スーツはクラウド属性の紫の機体で、剣の攻撃は効かない。妹とのコンビネーションを駆使した戦法をするヴァージニアと融合することによって金色の機体「ポー兄妹合体機」となり、力もパワーアップする。太陽銃と暗黒剣のどちらも効くようになるが、無属性となるため弱点属性がなくなる。モチーフは双子座。
漫画版では第三部に棺桶スーツの姿のみで登場。ゲーム版より口が悪くなっている。
ヴァージニア
声：小暮英麻
ポー子爵の妹。兄にべったりでブラコンとも取れる言動が多い。兄のエドガーからの愛称は「ジニー」で、彼と共にアーネストとカイをさらう。大地の星霊獣・トーベを封じている。
棺桶スーツはアース属性の緑の機体で、銃の攻撃は効かない。兄とのコンビネーションを駆使した戦法をする。エドガーと融合することによって「ポー兄妹合体機」となる。モチーフは双子座。
漫画版では第三部に棺桶スーツの姿のみで登場する。こちらもゲーム版と違い、言葉遣いはかなり悪い。
ストーカー
声：秋元羊介
「男爵」の称号をもつ。魔法研究所の所長も務めるマッドサイエンティストであり、シェリダンとはかつての師弟関係であり、彼に魔法研究の熱意だけは尊敬されていた。カーミラやローラを魔法科学の力で創りだす。
棺桶スーツはカニ型でフロスト属性。モチーフは蟹座。氷の星霊獣・リザを封じている他、ヴァンパイア特有の闇の力に加え、捕らえたアーネストの力を捻りだして太陽の力も使用する。
漫画版では第三部にシルエットのみ登場したがライマー同様、その後は登場していない。なお、ゲーム版に比べややスリムな体型をしている。
ペロー
声：重松朋
ネロと同じく闇の星霊獣であり、対になる存在。ネロと分裂した今は月の星霊獣に近い存在となっている。一人称は「われ」で、語尾に「ニャ」をつけ、笑い方は「ニャハハハハッ!!」。闇の星霊獣という名とは裏腹に、天使を思わせる白い羽を持つ。ネロとは正反対に白猫で二本足で立っていて、パイロットスーツを着ている。オトフリートはペローの事を「彼女」と呼んでおり、性別はメスであることがうかがえる。
デュマに仕えていて、魔法戦機シュレティンガーを操り、度々サバタらの前に立ち塞がる。ストーカー戦までの、「シューティングパート」のボスとも言える。最後はデュマと融合し、ジャンゴ&サバタと戦う。
漫画版では第三部に登場したが、こちらはオスに近いキャラクターデザインとなっている。
デュマ
声：黒田崇矢
「二本角の公爵」として人々に恐れられている、吸血鬼のボス。戦いで疲労したトリニティと破壊の王ラタトスク、及びサバタのかつての愛人エレンを殺した張本人であり、立場上からジャンゴとサバタおよびギルドと敵対しているが、実は自分なりに人間との共存を考えており、方法はともかく彼もまた信念を持つ人物であったことがうかがえる。
着ている服はサバタのものと同じ棺桶スーツであり、サバタと違いその力を引き出すことが出来る。ペローと合身(トランス)することによってダーク属性の「ダークデュマ」となる。同じ合身体のソルジャンゴの蹴りソルプロミネンスに対しては拳のブラッドフィストで、ダークサバタのダークファングに対してはブラッドファングで、それぞれカウンターを狙ってくる他、両者の範囲攻撃にはルナフレアで反撃してくる。
かなりの美形で、新市街では女性たちの間で「血を吸われたい吸血鬼ナンバー1」と評判で、さらにブロマイドも作られるという人気ぶりであった。モチーフは山羊座。公式攻略本によると外見年齢18歳前後とのこと。
漫画版では第三部におけるラスボス的存在であり、ゲーム版とは違い根っからの悪として描かれ、変身すると醜悪な怪物となる。
元は伯爵と名乗っていたとギルド員の男性の発言から、元はGBA版の「血の伯爵」ではないかと囁かれている。色は違うが2本角の点も伯爵と一致する。その一方、GBA版の伯爵の特徴的な笑い声は発しておらず、一人称も異なる。
ポリドリ
声：石田彰
『ボクタイDS』における最終ボス的存在。銀河宇宙よりの使者「イモータル」であり、デュマ達に棺桶スーツを与えた張本人。GBA版では闇の一族という意味のイモータル「破壊の王」ラタトスクと接触していたことがあった模様。
人間やヴァンパイアを自らの駒として扱う。実は現在の地球には肉体を持った姿では対応できないため、今は幻体となって活動している。そのため、ギジタイの真の姿「星喰い（プラネットイーター）」を発動させ、環境に対応できるように惑星もろとも変更させようとしていた。
最終決戦時には、ヴァンパイアを喰らい、巨大な棘の鎧を持つ新しい体を手に入れた。だが、その中に隠された本体は御玉杓子と目玉を合わせたような容姿だった。戦闘中は無属性故に弱点属性がなく、サモンヴァンパイアという技で、取り込んだ棺桶スーツのヴァンパイアを召喚して攻撃してくる。
シナリオ最終章で撃破されたように思えたがその魂は未だ存在し続けており、ストーカーの魔法科学の実験場である「実験塔ヴァーンベーリ」にて、アントライオンやライマーなどのヴァンパイアを強化復活させ、自身も強化復活し再びこの星の破滅を目論む。

### ゲストキャラクター
ロックマン
ガリガリ君

### 漫画・太陽少年ジャンゴ
ジャンゴ
漫画版における主人公。とことん負けず嫌いで考えるよりも行動な性格で大変なお兄ちゃん子。ゲーム版の一人称は「ボク」だが、本作では「オレ」に変更されている。
幼い頃別れて以来、行方が分からない兄・サバタを探す為に、「ヴァンパイアハンター」として旅をしていたが、おてんこ達と出会い徐々に太陽少年としての力が目覚め始める。
おてんこ
太陽の精霊。初登場時は鉢植えに植えられて弱っていた。ジャンゴの武器となって敵と戦う。武器の種類は「太陽弾」・「太陽の刀」・「太陽の皿」の三種類。ゲーム版と違い、関西弁を話す。
サバタ
ジャンゴの兄。ゲームとは違い、ジャンゴとは年が若干離れていて、服装や髪型も多少違っている。ヴァンパイアハンターだが、ジャンゴとは対に月のパワーを持つ。冷静沈着だが弟想い。
第一部では数年前、幼いジャンゴを残し旅立ってそのまま消息不明だったが、ダーインに捕らわれて力を利用されていた。ダーインとの決闘後、再び消息不明となるが、第二部で「ヴァランシア団」にヴァンパイアになった振りをして潜入していた。全ての根本であるヴァナルカンドを倒した後はジャンゴの元へ戻った。第三部ではジャンゴ達と父親を探すべく、クリアカンへ旅立った。
リンゴ
ジャンゴとサバタの父。過去にダーインと戦い、背中に傷を負わせるものの、敗北。記憶喪失の復讐鬼と化していたが、暗黒城の門の前で記憶を取り戻し、門番を道連れに死亡したと思われたが、ヴァンパイアが支配する惑星・クリアカンで彼らしい人物がネロによって目撃され、それを聞いたのをきっかけにジャンゴとサバタは宇宙へ旅立ち、その後クリアカンのデュマの城前にて再会を果たした。
アルニカ
明るく優しい性格で、一見普通の少女だが、闇の一族の血を引いている。頭に翼を持ち空を飛ぶ事ができる。闇の居城から枯れたおてんこを連れて逃げ出し、荒野で倒れている所を保安官に拾われ、以来親子として暮らしている。槍の使い手。
序盤でジャンゴを庇って伯爵に腕をかまれ、その際に闇の血が覚醒し、その後ルナに連れ去られイモータルと化し、一時期ジャンゴと敵対していた。その時の容姿は、頭の翼と鋭い爪を持っていて大蛇のような姿になることができる。
保安官
アルニカの育ての父親。血のつながりはないうえに闇の一族の血を引くアルニカを娘と大事にしている。ハンターではないが、戦闘能力はそこそこある。
ダルシス
第二部に登場。大剣を操るバンパイアハンターで、賞金稼ぎでもある。妹の為に賞金を欲していた。人当たりは悪いが、根は優しい。「ヴァランシア団」と戦うが、黒騎士とラタトスクに敗れる。
ルナ
第一部に登場。イモータルをまとめる鎧を纏った男。当初はジャンゴに、サバタと同一人物だと思われていたが、その正体はダーインに操られた人形だった。
セントリー
第一部に登場。ガルムに支配された街の少女。兄がいるが名前は不明。チェリーという犬と仲が良い。

## 用語

### 共通
太陽
すべての生命を育んできた光を放つ星。
太陽銃
太陽の光を弾とした銃。GBA版では「ガン・デル・ソル」という名を持ち、太陽仔の遺産で太陽仔の血を受け継ぐものにしか扱えない。『ボクタイ』では主武器だが、『ゾクタイ』では物語の初めでヴァンパイアに奪われてしまう為あまり出番がない。
DS版ではギルドのメンバー達の武器であり、厳しい訓練を耐え抜いた者のみが扱える。また、正当な後継者でなければ本来の力を発揮することが出来ない。DS版においてもGBA版の太陽銃がアイテム『古ぼけた太陽銃』として登場している。
暗黒銃
太陽銃とは対照的に闇の力を弾とした銃。GBA版では「ガン・デル・ヘル」という名を持ち、サバタの主武器である。
DS版では、暗黒仔でなくとも使えるものをヴァンパイアの辺境伯ライマーが使用している。DS版においてもGBA版の暗黒銃がアイテム『壊れた暗黒銃』として登場している。
イモータル
闇の一族。人としての生死を拒んだ者。倒されても太陽の光で浄化されない限り何度も復活する。ゆえに太陽の光がなければ不老不死だが、それと引き換えな為か、子を成すことは出来ない。闇の女王(クイーン)らの「死の一族」、黒きダーインらの「影の一族」、人形使いラタトスクらの「魔の一族」など多数の派閥が存在しており、派閥毎に権力争いがある。
DS版では、銀河宇宙を統べるものの総称となっており、作中に登場したのはポリドリの1体のみ。イモータルに滅ぼされた星は数知れず、人間以外の種族の殆どはかつて滅ぼされた別の星から移住してきた民族で、アリスもその一人である。
ヴァンパイア
GBA版ではイモータルの眷族。ヴァンパイア全てを統べる者を「ヴァンパイア・ロード」としている。
DS版では、伝承の時代より恐れられている闇の一族。君主はGBA版と同じく「ヴァンパイア・ロード」。

### GBAの用語
太陽仔
太陽の力を操る事が出来る一族。ジャンゴとリンゴが該当する。サバタも一応その血は引いているがジャンゴ達より遙かに薄い。
太陽機ソル・デ・バイス
『ゾクタイ』から登場する。太陽銃を奪われたジャンゴがザジからもらった魔法の手甲。これも太陽仔の遺産である。あらゆる属性をエンチャント(付加)することが出来る。だが『シンボク』ではサバタにやられたのか壊れている。
太陽意思（ソル）
すべての生命を守らんとする太陽の意思。その意思が具現化したのが太陽の精霊・おてんこさまである。
太陽樹
大地を浄化する力を持つ生命の社。これを育てられるのは大地の巫女だけである。
銀河意思（ダーク）
すべての生命に吸血変異を起こそうとする意思。
暗黒仔
暗黒の力を操る事が出来る一族。大半はイモータルである。サバタ、ダーイン、ラタトスクがこれに該当する。
月光仔
あらゆる元素を受け入れる力を持つ月の一族。この一族の血を引くものは吸血変異を起こさない体質となる。サバタやマーニが該当する。ジャンゴも一応その血は引いているがサバタ達より遙かに薄い。
月下美人
太陽の光を受け流し、慈愛と狂気を司る星・月の巫女の事。あらゆる元素を受け入れる力を自由に使いこなす事が出来る。マーニがその最後の生き残りだったが、彼女が亡くなった後は、なぜかその力は男であるサバタが受け継いでいる。
大地の巫女
太陽樹を守り育てる力を持つ巫女。リタが該当する。
吸血変異
ヴァンパイアまたはイモータルに血を吸われた者がアンデッド化してしまう現象のこと。月光仔の血を引くもののみがこれに耐えることが出来る。
魔女
生粋の人間でありながら異能の力を持つ女性達。この世紀末世界において魔女はイモータルと同様に人間に恐れられる存在である為に、人の手によって殺される者も少なくなく、嘆きの魔女カーミラもその犠牲者の一人だった。だがひまわり娘のように例外もある。
暗黒物質（ダークマター）
ヴァンパイア・イモータルにとって、なくてはならない物質。

### DSの用語
星霊獣（せいれいじゅう）
星のあらゆる自然の意思が具現化した精霊の事。作中で登場したのは、光のオテンコ、闇のネロ、月のペロー、炎のアーシュラ、風のオトフリート、地のトーベ、氷のリザの計7体。
ギジタイ（擬似太陽）
環境改変システム。イモータルである監察官ポリドリがヴァンパイアによる地上の支配のために持ってきたもの。ヴァンパイア達はこれを使って異界の空を召喚し、太陽の光を受け付けない。その正体は、星を破壊する「星喰い(プラネットイーター)バイロン」。
棺桶スーツ
ヴァンパイアの強化服。ヴァンパイア達が太陽の光から身を守る為の必需品。
サバタがコートの下に来ている物も棺桶スーツであり、これはデュマのものと同じ。しかし、デュマはペローとのトランスで棺桶スーツを変形させてその力を最大限に引き出せる一方で、サバタはネロとのトランスをしても変形させることはできない。
魔法衛星ひまわり
アリスが持ってきた太陽の光を使ってヴァンパイアを浄化するための衛星。ただしギジタイの領域を越えた宇宙空間にある為、ロケットを使わないとたどり着けない。
人造人間
ヴァンパイアの奴隷となるべく禁断の魔法科学によって造られた人ならざる人。その殆どはヴァンパイアの花嫁と呼ばれる女性達が材料にされている。現在の生き残りはローラとカーミラである。
三銃士
ギルド内で太陽銃の使用テクニックが上位の「アーネスト」「カイ」「ビーティー」の3人のことを示し、かなり有名である。7年前は「トリニティ」「サルタナ」「アーネスト」の3人だった。

## コミカライズ
小学館の『月刊コロコロコミック』にて、『太陽少年ジャンゴ』のタイトルで2003年9月号から2007年7月号まで連載されていた。作者はひじおか誠。
ジャンゴやおてんこなど、特定の人物以外のゲーム版に登場する仲間キャラクターはほとんど登場せず、ストーリーや設定などもゲーム版とは大幅に異なったオリジナル要素の強い作品となっている。

### 第一部
とことん明るく負けずぎらいの少年ヴァンパイアハンター・ジャンゴは、太陽の精霊・おてんこと出会い、太陽少年としての力に目覚めていく。闇でおおわれた世界に太陽を取りもどすため、おてんこや心優しき少女・アルニカとともに旅に出る。そして、イモータル四人衆や新イモータルなどを倒し世界に太陽を取り戻す。
『ボクらの太陽』及び『続・ボクらの太陽』のストーリーが元となっている。

### 第二部
太陽少年のジャンゴは、行方不明の兄のサバタを捜すため、クセもの揃いのヴァンパイア集団「ヴァランシア団」を相手に戦う。最後は兄と再会し、平和な世界を取り戻す。
『新・ボクらの太陽』のストーリーが元となっている。

### 第三部
ある日、宇宙からやって来たヴァンパイア・ネロがジャンゴを襲うが、見事兄のサバタと退治。ヴァンパイアが支配する惑星・クリアカンで父のリンゴらしい人物が目撃されたため、宇宙船ラプラス号に乗りクリアカン星に向かう。そこで全宇宙のヴァンパイアのボス・デュマと対決する。
『ボクらの太陽 Django&Sabata』のストーリーが元となっており、ジャンゴの容姿もDS版に近いデザインに変わっている。

### 書誌情報
- ひじおか誠（漫画） 『太陽少年ジャンゴ』 小学館〈てんとう虫コミックス〉、全8巻
  1. 2004年3月27日発売、ISBN 9784091427656
  2. 2004年8月27日発売、ISBN 9784091427663
  3. 2005年1月28日発売、ISBN 9784091427670
  4. 2005年7月28日発売、ISBN 9784091427687
  5. 2006年2月27日発売、ISBN 9784091400789
  6. 2006年8月28日発売、ISBN 9784091401892
  7. 2007年2月27日発売、ISBN 9784091402851
  8. 2007年7月27日発売、ISBN 9784091403469

## ロックマンシリーズとのコラボレーション
『ゾクタイ』『シンボク』『ボクタイDS』の3作品においては、カプコンのロックマンエグゼシリーズ、ならびに流星のロックマンシリーズとのコラボレーションが行われた。

### ロックマンエグゼ4
『ゾクタイ』の発売に先駆け実装されたコラボレーション。ジャンゴやおてんこさまが友情出演している。また、作中に登場する「オズマ監督」は小島秀夫がモデルとなっている。

### 続・ボクらの太陽
ゲームクリア後にロックマンが登場。ボクタイの世界に侵入した「シェードマン」を撃退するイベントが発生する。
また、『ゾクタイ』と『ロックマンエグゼ5』で通信することで、それぞれのゲームシステムでシェードマンと戦い、先に倒したほうが勝利となる「クロスオーバーバトル」がプレイできる。

### 新・ボクらの太陽
『シンボク』と『ロックマンエグゼ6』で通信することで、それぞれのゲームシステムで伯爵と戦い、先に倒したほうが勝利となる「クロスオーバーバトル2」がプレイできる。

### ボクらの太陽 Django & Sabata
『流星のロックマン』のブラザーバンドシステムを『ボクタイDS』と通信することができる「クロスブラザーバンド」機能が実装され、アイテムやメールの交換等が可能となっている。

## その他
- 『ボクタイ』には、コナミの株主にのみ配布された『株主御優待版』というバージョンが存在する。パッケージおよびカートリッジが通常販売された赤色の物とは異なり青色である、パッケージや取扱説明書のイラストが異なっている、小島のメッセージカードが同封されているなどの違いがある。